# Epigrypa variegata
Epigrypa variegata är en insektsart som beskrevs av Brunner von Wattenwyl 1890. Epigrypa variegata ingår i släktet Epigrypa och familjen Proscopiidae. Inga underarter finns listade i Catalogue of Life.